# Ka-20直昇機
Ka-20（北約代號：豎琴）於1958年試飛成功，1961年首次於土希航空展出現，其外表和後來的Ka-25直昇機很相似，事實上Ka-20就是Ka-25的原型機，兩者外表唯一的分別是Ka-20的垂直尾翼比較接近橢圓形而Ka-25則接近方形。

## 設計

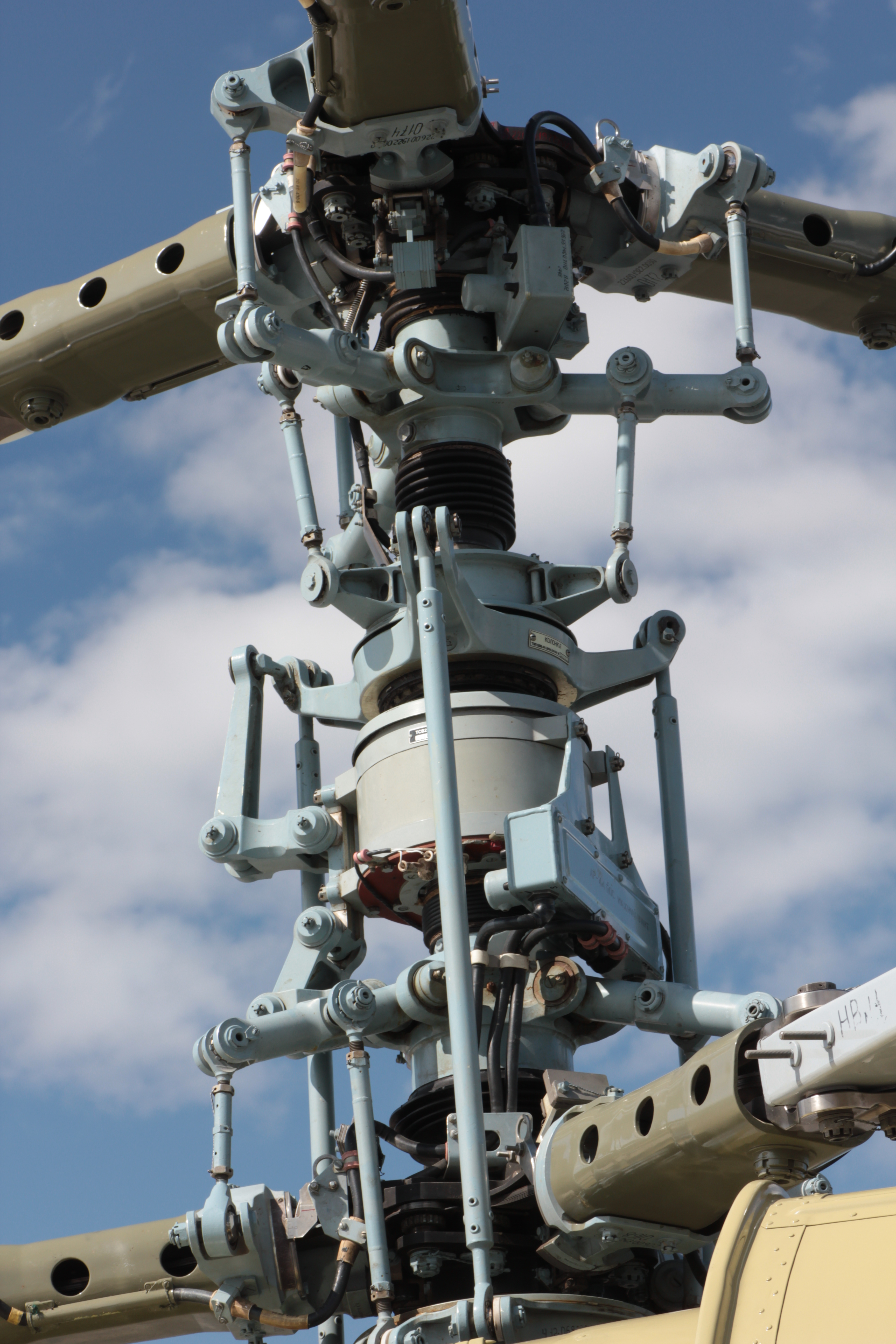
同軸反轉螺旋槳軸近照

Ka-20採用同軸反轉螺旋槳設計，兩個串聯螺旋槳以相反方向轉動去互相抵消反作用力矩，其動力來自在機身上方的兩個GTD-3渦輪發動機（各900匹馬力），GTD-3的和用於An-28運輸機的TVD-10渦輪發動機採用相同設計的壓縮器、燃燒室和渦輪，Ka-20的整個動力系統都被包藏在一個用鋼材和鋁合金結構內，此結構外是鋁合金蒙皮，蒙皮可以打開作為維修平台，Ka-20的機身為鋁合金應力蒙皮結構，外面以埋頭鉚釘固定，機身前方是正副駕駛艙，駕駛艙下方有一個突出的雷達，由於Ka-20仍是原型機故其中部機身還未安放任何裝備，機身後部是尾翼，尾翼由三個帶方向舵的垂直尾翼（中間那個無方向舵）以一個帶昇降舵的水平尾翼串聯在一起，起落架為4個固定式支柱。
Ka-20由於祇是原型機故無武裝，1961年在機身側方掛著的祇是假飛彈。

## 研發國家
- 苏联

## 外部連結
- 卡莫夫的“蜗牛”家族 （页面存档备份，存于）